# EIF3C
EIF3C‏ (Eukaryotic translation initiation factor 3 subunit C) هوَ بروتين يُشَفر بواسطة جين EIF3C في الإنسان.